# دائرة بني معوش
دائرة بني معوش إحدى دوائر ولاية بجاية الجزائرية . عاصمتها هي بني معوش وتضم بلديات : 
- بني معوش

## مواضيع ذات صلة
- دوائر ولاية بجاية
- بلديات ولاية بجاية